# Jack Falahee
John Ryan „Jack” Falahee (ur. 20 lutego 1989 w Ann Arbor) – amerykański aktor, producent filmowy, scenarzysta i piosenkarz. Rozpoznawalność przyniosła mu rola Connora Walsha w serialu prawniczym ABC Sposób na morderstwo (How to Get Away with Murder, 2014–2020) i postać Franka Stringfellowa w serialu historycznym PBS Mercy Street (2016–2017).

## Wczesne lata
Urodził się i dorastał w Ann Arbor, w stanie Michigan, jako trzecie z czworga dzieci logopedy i lekarza. Jego matka miała włoskie pochodzenie, podczas gdy ojciec miał korzenie irlandzkie, niemieckie, szwajcarskie i angielskie. Uczęszczał do szkoły katolickiej, a później do publicznej szkoły średniej Huron High School w rodzinnym mieście. To tam stawiał swoje pierwsze aktorskie kroki, występując w szkolnym teatrze, dla którego porzucił grę w drużynie piłki wodnej. Po ukończeniu liceum, w 2007 zdecydował się rozpocząć studia aktorskie w prestiżowej Tisch School of the Arts na Uniwersytecie Nowojorskim, które ukończył w 2011 zdobywając tytuł licencjata sztuk pięknych. W czasie studiów wystąpił w produkcjach scenicznych, w tym Sen nocy letniej, Stracone zachody miłości i musicalu Stephena Sondheima Company Brał również udział w międzynarodowych warsztatach teatralnych w Amsterdamie.

## Kariera
W 2012 zadebiutował na ekranie jako Kevin w filmie krótkometrażowym Sunburn i w epizodycznej roli ucznia w komediowym serialu internetowym Tylko zgłoszenia (Submissions Only). Rok później wystąpił gościnnie w roli Colina w jednym z odcinków serialu młodzieżowego The CW Pamiętniki Carrie (The Carrie Diaries, 2013) i zagrał postać Gavina w niskobudżetowym dramacie Tajemniczy nieznajomy (Hunter, 2013).
Chcąc rozwinąć swoją karierę ekranową, za namową agenta, w sierpniu 2013 roku przeprowadził się z Nowego Jorku do Los Angeles, gdzie początkowo pracował jako taksówkarz. Już na początku 2014 otrzymał angaż do serialu  ABC Family Twisted. Choć produkcja została zawieszona po pierwszym sezonie, a sam Jack wystąpił w zaledwie ośmiu odcinkach, rola czarnego charakteru Charliego McBride okazała się na tyle wyrazista, by aktor zyskał rozpoznawalność na całym świecie. Prawdziwym przełomem w jego karierze okazała się rola Connora Morgana Walsha, studenta prawa, przypadkowo zamieszanego w serię morderstw, w serialu prawniczym ABC Sposób na morderstwo (How to Get Away with Murder).

## Filmografia

### Filmy
| Rok  | Tytuł                                      | Rola           | Uwagi           |
| ---- | ------------------------------------------ | -------------- | --------------- |
| 2012 | Sunburn                                    | Kevin          | krótkometrażowy |
| 2013 | Campus Life                                | Elliot         |                 |
| 2013 | Tajemniczy nieznajomy (Hunter)             | Gavin          |                 |
| 2014 | Tokarev. Zabójca z przeszłości (Rage)      | Evan           |                 |
| 2014 | Blood and Circumstance                     | Danny Stabler  |                 |
| 2014 | Slider                                     | Parker Pierce  |                 |
| 2015 | Blowtorch                                  | Michael Vardi  |                 |
| 2015 | Untitled Ari Gold Project                  | Jimmy          |                 |
| 2015 | Lily & Kat                                 | Henri          |                 |
| 2016 | Papierowy bokser (Cardboard Boxer)         | Leo            |                 |
| 2018 | Pieśń jeziora Sway (The Song of Sway Lake) | Jimmy          |                 |
| 2018 | Jak łodzie (We Are Boats)                  | Michael Lamina |                 |

### Telewizja
| Rok       | Tytuł                                              | Rola               | Uwagi                                     |
| --------- | -------------------------------------------------- | ------------------ | ----------------------------------------- |
| 2012      | Submissions Only                                   | Clenched Student   | Odcinek: „The Growing Interconnectedness” |
| 2013      | Pamiętniki Carrie (The Carrie Diaries)             | Colin              | Odcinek: „Hush Hush”                      |
| 2013      | Ironside                                           | Scott Dolan        | Odcinek: „Hidden Agenda”                  |
| 2013      | Escape from Polygamy                               | Ryder              | film telewizyjny                          |
| 2014      | Twisted                                            | Charlie McBride    | 8 odcinków                                |
| 2014–2020 | Sposób na morderstwo (How to Get Away with Murder) | Connor Walsh       | 90 odcinków                               |
| 2016-2017 | Mercy Street                                       | Frank Stringfellow | 7 odcinków                                |